# Estação Campanhã (Metro do Porto)
Campanhã é uma estação do Metro do Porto situada na Estação Ferroviária de Porto-Campanhã no Porto.